# كامبونغ تشام (محافظة)
محافظة  كامبونغ تشام (بالخميرية: កំពង់ចាម)‏، هي محافظة (خيت) في كمبوديا تقع على الأراضي المنخفضة الوسطى من نهر الميكونغ. وتحدها كل من محافظات كامبونغ تشنانغ من الغرب، كامبونغ ثوم وكراتيي من الشمال، وتبونغ خموم من الشرق، وبري فنغ وكاندال من الجنوب. تم تقسيم كامبونغ تشام رسميًا إلى مقاطعتين في 31 ديسمبر 2013 فيما رآه الكثيرون كخطوة سياسية من قبل الحزب الحاكم. جميع الأراضي الواقعة غرب ميكونغ ظلت في كامبونغ شام بينما أصبحت الأراضي الواقعة شرق النهر تعرف باسم محافظة تبونغ خوموم. وقبل هذا الانقسام، كانت  كامبونغ تشام تمتد شرقًا إلى حدود فيتنام، وكانت من ضمن أكبر 11 محافظة في كمبوديا، ويبلغ عدد سكانها 1,680,694 نسمة. وتأتي في المرتبة الثانية من حيث المحافظات الأكثر اكتظاظًا بالسكان في البلاد. وعاصمتها هي مدينة كامبونغ تشام وهي أكبر مدنها.